# Springdale (comté de Lancaster, Caroline du Sud)
Pour les articles homonymes, voir Springdale.
Springdale est une census-designated place située dans le comté de Lancaster, dans l’État de Caroline du Sud, aux États-Unis. Lors du recensement de 2020, elle comptait 2 492 habitants.